# Floresta ombrófila aberta
A floresta ombrófila aberta é considerada um tipo de vegetação da área de transição entre a Floresta Amazônica e as áreas extra-amazônicas.
Tem como característica ambientes com climas mais secos, que chegam de 2 a 4 meses por ano, com temperaturas de 24 à 25°C. É encontrada também em algumas áreas da Bahia, Espírito Santo, Alagoas, Pernambuco e Paraíba.
Seu nome advém por consequência da fitomassa e o fitovolume de recobrimento, que vão diminuindo gradativamente de densidade.

## Tipos
Tipos de Floresta Ombrófila Aberta, de acordo com o IBGE (2012):
- Floresta Ombrófila Aberta Aluvial
- Floresta Ombrófila Aberta das Terras Baixas
- Floresta Ombrófila Aberta Submontana
- Floresta Ombrófila Aberta Montana

Esta floresta apresenta quatro faciações florísticas que alteram a fisionomia ecológica da floresta ombrófila densa:
- Com palmeira: cocal (mata dos cocais);
- Com bambu: bambuzal;
- Com cipó: cipozal;
- Com sororoca: sororocal.